# Hal Gausman
Hal G. Gausman est un décorateur américain ayant travaillé à partir de 1958 pour Walt Disney Pictures. Il a été nommé à cinq reprises aux Oscars du cinéma.
Gausman est mort le 10 juin 2003.

## Filmographie
- 1952 : Badge 714
- 1955 : The Stu Erwin Show (TV, 1 épisode)
- 1955 : The Great Gildersleeve  (TV)
- 1955 : No Man's Woman
- 1956 : The Adventures of Dr. Fu Manchu (en) (TV)
- 1957 : Sabu and the Magic Ring (en)
- 1957 : Code 3 (TV)
- 1957-1959 : Zorro (TV)
- 1958 : Signé Zorro
- 1958-1960 : Elfego Baca (TV)
- 1959 : Girls Town
- 1960 : Laramie (2 épisodes)
- 1960 : Johnny Staccato (1 Épisode)
- 1960 : Overland Trail (9 épisodes)
- 1960 : Shotgun Slade (5 épisodes)
- 1960 : Alfred Hitchcock présente (4 épisodes)
- 1960 : Échec et mat (2 épisodes)
- 1960 : Thriller (2 épisodes)
- 1961 : Monte là-d'ssus
- 1961 : La Fiancée de papa
- 1961 : Babes in Toyland
- 1962 : Bon voyage !
- 1962 : Compagnon d'aventure
- 1962 : Presque des anges
- 1963 : Après lui, le déluge
- 1963 : Sam l'intrépide
- 1964 : Les Mésaventures de Merlin Jones
- 1964 : Mary Poppins
- 1965 : Kilroy (téléfilm)
- 1965 : Calloway le trappeur
- 1965 : L'Île aux naufragés (5 épisodes)
- 1965 : Un neveu studieux
- 1965 : L'Espion aux pattes de velours
- 1965-1966 : Gallegher (série TV)
- 1967 : L'Honorable Griffin
- 1967 : La Gnome-mobile
- 1967 : Le Fantôme de Barbe-Noire
- 1968 : The Young Loner (TV)
- 1968 : The One and Only, Genuine, Original Family Band
- 1968 : Un amour de Coccinelle
- 1969 : Smith !
- 1969 : Secrets of the Pirates' Inn (TV)
- 1969 : L'Ordinateur en folie
- 1970 : Ritual of Evil (TV)
- 1970 : Le Pays sauvage
- 1971 : Opération danger (1 épisode)
- 1971 : La Cane aux œufs d'or
- 1971 : L'Homme de fer (1 épisode)
- 1971 : L'Apprentie sorcière
- 1971-1972 : Sarge (en) (8 épisodes)
- 1972 : Les Aventures de Pot-au-Feu (The Biscuit Eater)
- 1972 : Le Sixième Sens (5 épisodes)
- 1972 : La Légende de Jesse James
- 1973 : Nanou, fils de la Jungle
- 1973 : Un petit Indien
- 1974 : Le Nouvel Amour de Coccinelle (Herbie Rides Again) de Robert Stevenson
- 1974 : L'Île sur le toit du monde
- 1976 : Le Pirate des Caraïbes (Swashbuckler)
- 1978 : American College
- 1980 : The Blues Brothers